# Arbela Sulcus
L'Arbela Sulcus è una struttura geologica della superficie di Ganimede.